# 右近健一
右近 健一（うこん けんいち、1968年5月2日 - ）は、愛媛県松山市出身の俳優である。
1989年、「ヒデマロ4」より劇団☆新感線に加わり、以後同劇団に所属している。

## 人物
愛媛県立松山東高等学校時代は合唱部に所属。長髪を理由に、文化祭のイベント「ミスター東高・ミス東高コンテスト」（放送部主催の人気投票、2001年に廃止）において、1年時に3年生たちの投票によってミス東高2位、2・3年時にはミスター東高・ミス東高の両部門で2年連続1位に選出された。
大阪芸術大学芸術学部舞台芸術学科ミュージカルコース出身。スタッフとして歌唱指導なども担当している。
舞台では謎の南蛮人やオカマキャラなど奇抜なキャラクターを得意とする。歌唱力が高く、ロックミュージカルなどへの出演も多い。
劇団では「音楽部」として公演楽曲のデモCDを製作しており、全パートを一人で歌っている。
「右近健一一人芝居」という一人ロックオペラも定期的に行っている。
シャンソン、ジャズ、ポップスなど様々なジャンルの訳詞を手掛けており、2015年3月には「右近健一訳詞 100曲記念」ライブを行った。

## 劇団☆新感線 公演
- 1993年「タイムスリップ黄金丸」 出演：ribbon:永作博美、松野有里巳、佐藤愛子 他 青山円形劇場[1]
- 2002年 Inouekabuki Shochiku-mix「アテルイ」 出演：市川染五郎、堤真一 他 新橋演舞場他[1]
- 2002年「七芒星」 出演：佐藤アツヒロ、奥菜恵 他 赤坂ACTシアター[1]
- 2003年 Inouekabuki Shochiku-mix「阿修羅城の瞳」 出演：市川染五郎、天海祐希 他 新橋演舞場他[1]
- 2003年「花の紅天狗」 出演：木野花、高橋由美子 他 ル・テアトル銀座他[1]
- 2003年「レッツゴー!忍法帖」 出演：阿部サダヲ、馬渕英里何 他 サンシャイン劇場他[1]
- 2004年「髑髏城の七人〜アカドクロ〜」 出演：水野美紀、坂井真紀 他 東京厚生年金会館他[1]
- 2004年 SHINKANSEN☆RX「SHIROH」 出演：上川隆也、中川晃教 他 帝国劇場他[1]
- 2005年 SHINKANSEN☆NEXUS「荒神」 出演：森田剛、山口紗弥加 他 青山劇場他[1]
- 2005年 SHINKANSEN☆PRODUCE「吉原御免状」 出演：堤真一、松雪泰子 他 青山劇場他[1]
- 2006年 SHINKANSEN☆RS「メタルマクベス」 出演：内野聖陽、松たか子 他 青山劇場他[1]
- 2006年 SHINKANSEN☆NEXUS Vol.2「Cat in the Red Boots」 出演：生田斗真、松本まりか 他 東京グローブ座他[1]
- 2007年 劇団☆新感線「犬顔家の一族の陰謀」 出演：宮藤官九郎、勝地涼 他 サンシャイン劇場他[1]
- 2008年 劇団☆新感線「IZO」 出演：森田剛、戸田恵梨香 他 青山劇場他[1]
- 2008年 劇団☆新感線「五右衛門ロック」 出演：松雪泰子、北大路欣也 他 新宿コマ劇場他[1]
- 2009年 劇団☆新感線「蜉蝣峠」 出演：堤真一、高岡早紀 他 赤坂ACTシアター他[1]
- 2009年 劇団☆新感線「蛮幽鬼」 出演：上川隆也、稲森いずみ、早乙女太一、堺雅人 他 新橋演舞場他[1]
- 2010年 劇団☆新感線「薔薇とサムライ GoemonRock OverDrive」 出演：古田新太、天海祐希、藤木孝 他 赤坂ACTシアター他[1]
- 2010年 劇団☆新感線「鋼鉄番長」出演：橋本じゅん、坂井真紀、池田成志、高田聖子、粟根まこと / 田辺誠一 / 古田新太 他 サンシャイン劇場 他[1]
- 2011年 劇団☆新感線「港町純情オセロ」出演：橋本じゅん、石原さとみ、大東俊介、粟根まこと、松本まりか、伊礼彼方  / 田中哲司 他 赤坂ACTシアター 他[1]
- 2011年 劇団☆新感線 いのうえ歌舞伎「髑髏城の七人」出演：小栗旬、森山未来、早乙女太一、小池栄子、勝地涼、仲里依紗 他 青山劇場 他[1]
- 2012年 劇団☆新感線 いのうえ歌舞伎「シレンとラギ」出演：藤原竜也、永作博美、高橋克実、三宅弘城、北村有起哉 他 青山劇場 他[1]
- 2012年 劇団☆新感線 SHINKANSEN☆RX「ZIPANG PUNK〜五右衛門ロックⅢ」出演：古田新太、三浦春馬、蒼井優、浦井健治、麿赤兒 他 シアターオーブ 他[1]
- 2014年 劇団☆新感線 いのうえ歌舞伎「蒼の乱」出演：天海祐希、松山ケンイチ、早乙女太一、梶原善、平幹二朗 他 シアターオーブ 他[1]
- 2015年「五右衛門VS轟天」出演：古田新太、橋本じゅん、松雪泰子、池田成志、賀来賢人 他 赤坂ACTシアター 他[1]
- 2016年「乱鶯」出演：古田新太、稲森いずみ、大東駿介、山本亨、大谷亮介 他 新橋演舞場 他[1]
- 2016年「Vamp Bamboo Burn〜ヴァン!バン!バーン!」出演：生田斗真、小池栄子、中村倫也、神山智洋、篠井英介 他 赤坂ACTシアター 他[1]
- 2017年 ONWARD presents「髑髏城の七人」Season鳥 出演： 阿部サダヲ、森山未來、早乙女太一、松雪泰子、福田転球、 他 IHI STAGE AROUND TOKYO[1]
- 2022年 劇団☆新感線「薔薇とサムライ2 ー海賊女王の帰還ー」 出演：古田新太、天海祐希、石田ニコル他 新橋演舞場他
- 2023年 劇団☆新感線43周年興行・秋公演 いのうえ歌舞伎「天號星」 出演：古田新太、早乙女太一、早乙女友貴他 THEATER MILANO-Za他[3]
- 2024年 劇団☆新感線44周年興行・夏秋公演 いのうえ歌舞伎「バサラオ」 出演：生田斗真、中村倫也、西野七瀬 他 博多座他[4]
- 2025年 劇団☆新感線45周年興行・初夏公演 いのうえ歌舞伎【譚】Retrospective「紅鬼物語」 出演：柚香光、早乙女友貴、喜矢武豊 他 SkyシアターMBS他[5]
- 2025年 劇団☆新感線 45周年興行・秋冬公演 チャンピオンまつり いのうえ歌舞伎「爆烈忠臣蔵〜桜吹雪 THUNDERSTRUCK」出演：古田新太、橋本じゅん、高田聖子 他 まつもと市民芸術館他[6]

## 主な客演
- 1993年「ロックオペラハムレット」[1]
- 1994年「虎〜野田秀樹の国性爺合戦」[1]
- 1994年「聖飢魔II日比谷野音ライブ」[1]
- 1995年「ロッキーホラーショー」[1]
- 1998年「オッペケペー」[1]
- 1999年 NODA・MAP「半神」 脚本・演出：野田秀樹 シアターコクーン[1]
- 2001年 ウーマンリヴ「キラークイーン666」 作・演出：宮藤官九郎 シアターアプル[1]
- 2005年 NODA・MAP「贋作・罪と罰」 脚本・演出：野田秀樹 シアターコクーン他[1]
- 2007年 「The Who's Tommy」 演出：いのうえひでのり 日生劇場他[1]
- 2008年 ミュージカルコメディ「トライアンフ・オブ・ラヴ」 演出：小池修一郎 銀河劇場他[1]
- 2009年 「EVIL DEAD〜死霊のはらわた」 演出：河原雅彦 サンシャイン劇場[1]
- 2010年 「真夜中のパーティー」出演：阿部力、内田滋、右近健一、中野英樹、浜田学、中村昌也、徳山秀典、村杉蝉之介、山崎樹範 PARCO劇場[1]
- 2012年 「ロッキー・ホラー・ショー」演出：いのうえひでのり 出演：古田新太、岡本健一、笹本玲奈、中村倫也、ROLLY、藤木孝 パルコ劇場他[1]
- 2012年 雪之丞一座〜参上公演 ロック☆オペラ「サイケデリック・ペイン」 演出：いのうえひでのり 出演：福士誠治、北乃きい、綾野剛 サンシャイン劇場 / 森ノ宮ピロティホール[1]
- 2013年 焚火の事務所「幼児たちの後の祭り」 出演：村木よし子、森万紀、保、工藤俊作、孫高宏、石川郁子、津久間泉、石本由宇、阪上洋光[1]
- 2013年 短い演劇推進委員会 音楽劇「ハックルベリーにさよならを」[7]作：成井豊 演出：右近健一 出演：保坂エマ、ニーコ、穴沢裕介、熊谷力丸、哲人、高木禀、大森美紀子[1]
- 2014年 「天才執事ジーヴス」作：アラン・エイクボーン 演出：田尾下哲 出演：ウエンツ瑛士、高橋愛、なだぎ武、エハラマサヒロ、モト冬樹、里見浩太朗 日生劇場  [1]
- 2015年 トリコ・A演劇公演2015「赤ずきんちゃん」作・演出：山口茜 出演：村木よし子、田中遊、武田暁、小沢道成、大石英史 演奏:ウミネコ楽団 ウイングフィールド他[1]
- 2015年 トーキョーハイライト「Nijyu」作・演出：諸岡立身 出演：河野まさと、保坂エマ、高木稟、西山宏幸、永嶋柊吾、諸岡立身 駅前劇場[1]
- 2017年 ピッコロシアタープロデュース「歌うシャイロック」[8]作・演出：鄭 義信 出演：剣幸、上瀧昇一郎、孫高宏、今井佐知子 神戸アートビレッジセンター[1]
- 2025年 CCCreation Presents 舞台「黒蜥蜴〜Burlesque KUROTOKAGE〜」作：江戸川乱歩 脚本：エスムラルダ 演出：丸尾丸一郎 出演：雷太、平野良、神尾晋一郎、島田惇平、菊池修司、大崎捺希、前嶋曜他 こくみん共済 coop ホール/スペース・ゼロ[9][10]

## 一人芝居
- 2010年8月 「右近健一一人芝居 2010年宇宙の旅」青山月見ル君想フ
- 2011年2月 「右近健一一人芝居 2011年宇宙の旅」青山月見ル君想フ
- 2011年5月 「右近健一一人芝居 ヌッツォの逆襲」青山月見ル君想フ
- 2012年2月 「右近健一一人芝居 ヌッツォの逆襲」吉祥寺スターパインズカフェ他

## ライブ
- 2003年11月 「華麗なるツアー yarimasse」クイーンマニア（右近健一、高谷あゆみ、平山照継、笹井りゅうじ、岡部亘、徳久めぐみ）初台・The DOORS
- 2004年 7月 「日本に捧ぐ」 クイーンマニア（右近健一、高谷あゆみ、平山照継、笹井りゅうじ、岡部亘、徳久めぐみ） 渋谷・O-West
- 2005年 5月 「★ＳＨＯＷ劇☆ＲＯＣＫ！」 spiders from cabaret（右近健一、笹井りゅうじ、エミ・エレオノーラ、スロウロリス他）表参道・FAB
- 2006年 9月 「ロマンティック・ルナティック」spiders from cabaret（右近健一、高谷あゆみ、笹井りゅうじ、MINOL、HISASHI、bell ) 新宿・ルイード
- 2007年10月  「ママ、あたしロックしたいの！パート１＆２０世紀のロックショー」spiders from cabaret（高谷あゆみ、エミ・エレオノーラ、右近健一、クッキー、笹井りゅうじ、MINOL）京都・Live Spot RAG
- 2009年 5月 「QUEENMANIA'S 12TH ANNIVERSARY LIVE We play THE GAME album in japan」クイーンマニア（高谷あゆみ、徳久恵美、平山照継、笹井りゅうじ、岡部亘、右近健一、クッキー、小川文明）大阪・ルイード、新宿・マーズ
- 2009年12月    GUEEN×クイーンマニア（右近健一、平山照継、クッキー、岡部亘、小川文明、徳久恵美） 渋谷・O-West
- 2011年 5月  「ええ加減なショウほどすてきな商売はない カモン！ナウマン象」 ええ加減４（右近健一、高谷あゆみ、NAOMI、佐山雅弘） 恵比寿・アートカフェフレンズ
- 2012年 5月  「ええ加減なショウほどすてきな商売はない カモン！ナウマン象 ジャポネスクバージョン」 ええ加減４（右近健一、高谷あゆみ、NAOMI、佐山雅弘） 代官山・晴れたら空に豆まいて
- 2012年 9月  「ええ加減なショウほどすてきな商売はない カモン！ナウマン象 FINAL！」 ええ加減４（右近健一、高谷あゆみ、NAOMI、佐山雅弘） 代官山・晴れたら空に豆まいて
- 2013年 7月  「シャンシャンシャンソンショー vol.1 パリ祭びと」 右近健一、高谷あゆみ、NAOMI、江口純子 銀座・蛙たち
- 2013年 8月   「とってもブルーなラプソディー〜RHAPSODY IN DEEP BLUE」 ええ加減４（右近健一、高谷あゆみ、NAOMI、佐山雅弘） 代官山・晴れたら空に豆まいて
- 2013年10月 「シャンシャンシャンソンショー vol.2 満月の昼」 右近健一、高谷あゆみ、NAOMI、江口純子 銀座・蛙たち
- 2014年 2月   「マイ・ハニー・バレンタイン〜My Honey Valentine」 ええ加減４（右近健一、高谷あゆみ、NAOMI、佐山雅弘） 代官山・晴れたら空に豆まいて
- 2014年 9月  「シャンシャンシャンソンショー vol.3 秋のオトナの弾丸シャンソンツアー！」 右近健一、NAOMI、福麻むつみ、江口純子 銀座・蛙たち他
- 2014年10月 「ヤァ！ヤァ！ヤァ！ビートルズをやってみた！ NAOMIと右近とアニエスと」 NAOMI、右近健一、アニエス晶子 渋谷・サラヴァ東京
- 2014年11月 「黒イわし」 右近健一、NAOMI、高谷あゆみ、木津茂理、砂原嘉博 代官山・山羊に、聞く？
- 2014年12月 NAOMIと右近とアニエスと「今年もありがとシャン。」 NAOMI、右近健一、アニエス晶子 銀座・蛙たち
- 2014年12月 NAOMIと右近と純子 北海道お披露目ツアー「よろしくお願いシャン。」 NAOMI、右近健一、江口純子 札幌・Coo
- 2015年 1月 シャンシャン新春シャンソンショー「あけましておめでとシャン」 右近健一、NAOMI、福麻むつみ、江口純子、内田春菊 銀座・蛙たち
- 2015年 3月 右近健一訳詞 100曲記念。「右近健一とめちゃゴージャスなオンナたち」 高谷あゆみ、NAOMI、福麻むつみ、江口純子、右近健一 〈東京ゲスト〉内田春菊、園山晴子、秋山エリサ 〈兵庫ゲスト〉村木よし子、浜崎真美 渋谷・サラヴァ東京他
- 2015年 3月 右近健一訳詞 100曲記念。「右近健一 自分の歌詞を大いに歌う」 右近健一、砂原嘉博 代官山・晴れたら空に豆まいて
- 2015年 7月 「2015年！夏の爽やかシャンソン祭」 NAOMI、右近健一、金益研二  銀座・蛙たち
- 2015年11月 「おじさんと、おばさんと、お嬢様。」 山本理恵子、安部誠司、右近健一、アニエス晶子 銀座・蛙たち
- 2015年11月 短い演劇推進委員会 presents 二人芝居 with ピアノ「いとしのオルフェウス。」 福麻むつみ、右近健一、砂原嘉博 渋谷・Last Waltz他
- 2015年12月 短い演劇推進委員会 presents 一人芝居 with Jazz band featuring 佐山雅弘「いとしのエウリディーチェ。」 右近健一、三上貴大、堀京太郎、真野綾麿、芹澤朋、石橋采佳、佐山雅弘、バカボン鈴木、荒山諒 編曲:鈴木瑤子、佐々木毬奈  高円寺・JIROKICHI
- 2016年 1月 NAOMIと右近と江口純子「訳詞のお祭り」 NAOMI、右近健一、江口純子 高円寺・JIROKICHI
- 2016年 3月 「右近健一のホワイトデーに愛の歌を大いに歌う」 右近健一、砂原嘉博 渋谷・Last Waltz
- 2016年 5月 「右近健一のバースデーに地元愛媛で大いに歌う」 右近健一、砂原嘉博 松山・monk
- 2016年 5月 蛙たちスペシャルライブ「さよなら黒い鳥」 右近健一、NAOMI、内田春菊、福麻むつみ、金益研二 銀座・蛙たち
- 2016年 6月 Last Waltz5周年記念 短い演劇推進委員会 presents 三人芝居 with piano 「白いリラが咲いたら」 こだま愛、福麻むつみ、右近健一、アニエス晶子 渋谷・Last Waltz
- 2016年 6月 Last Waltz5周年記念 エミと右近 with 砂原嘉博 蜘蛛苦悶vol.1 「KUMOKUMON」エミ・エレオノーラ、右近健一、砂原嘉博 渋谷・Last Waltz
- 2016年11月 右近健一音楽演劇祭2016 「とってもブルーなラプソディー」 高谷あゆみ、NAOMI、右近健一、金益研二 渋谷・Last Waltz
- 2016年11月 「月曜日のルナティック」 右近健一、ロバート山田、NAOMI、江口純子 銀座・蛙たち
- 2016年11月 右近健一音楽演劇祭2016 「あたしのパーティーだってのに！」 山口ルツコ、高嶋佑香、尾久葉優衣、右近健一、雨宮彩葉 渋谷・Last Waltz
- 2016年11月 右近健一音楽演劇祭2016 「恋するシャンソン人形ざます」 福麻むつみ、高谷あゆみ、右近健一、アニエス晶子 渋谷・Last Waltz
- 2016年12月 「右近健一の愛する新潟で大いに歌う」 右近健一、岡田靖 新潟・ニューボン
- 2016年12月 右近健一音楽演劇祭2016 「白いリラが咲いたら」 こだま愛、福麻むつみ、右近健一、アニエス晶子 渋谷・Last Waltz他
- 2017年 1月 「プロなボクらのコーラス部」 右近健一、高谷あゆみ、鈴木結加里、アラン、山口ルツ子 銀座・蛙たち
- 2017年 3月 「ウミネコ右近の大冒険」 右近健一、ウミネコ楽団 梅田・Always、高円寺・JIROKICHI
- 2017年 3月 「愛と炎の美声人」 三矢直生、右近健一、ピエール、アラン、アニエス晶子 銀座・蛙たち
- 2017年 3月 「木曜日のロマンティック」 右近健一、ロバート山田、NAOMI、砂原嘉博 銀座・蛙たち
- 2017年 4月 右近健一春の歌祭り2017「春の恋祭り」 エミ・エレオノーラ、福麻むつみ、内田春菊、右近健一、アニエス晶子 渋谷・Last Waltz
- 2017年 4月 右近健一春の歌祭り2017「春のおしゃれ祭り」 エミ・エレオノーラ、内田春菊、右近健一、クッキー、金益研二 渋谷・Last Waltz
- 2017年 4月 右近健一春の歌祭り2017「春の愛祭り」 内田春菊、大谷亮介、右近健一、江口純子 渋谷・Last Waltz
- 2017年 5月 右近健一春の歌祭り2017「春の男祭り」 右近健一、伏見蛍、斎藤孝太郎、金益研二 渋谷・Last Waltz

## 映画
- 2007年 「魍魎の匣」原田眞人監督[1]

## その他

### 舞台演出・音楽監督
- 2012年2月 東京ハートブレイカーズ「コルトガバメンツ」MANDALA他[11]

### ショートムービー
- 2015年 9月 「最後の閃闘士」 アーウィン・ウォン監督、川口紗弥加、右近健一[12]

### ライブＭＣ
- 2015年10月 チームしゃちほこ「ホールツアー2015 さきどりハロウィンパーティーあそんでくれないと踊っちゃうぞ〜」ボンジュール蒲郡役[13]

### テレビ
- 2016年 6月 「えひめ情熱人」南海放送[14][15]

### トーク＆ライブ
- 2017年 3月 「右近健一 Talk & Live」 右近健一、伏見蛍、斎藤孝太郎、立花裕人 築地・ブルームード[16]

### ロッキーホラーショー関連
- 2013年10月 カワサキハロウィン2013 - ROCKY HORROR やりたい放題 again!  スペシャルゲスト:右近健一、ニーコ
- 2015年 1月 ロッキー・ホラー・ショー＆ライブ SERIKA、右近健一、冠徹弥、ニーコ